# Bert Westerink
Bert Gerrit Westerink (Enschede, 14 november 1957) is een Nederlandse politicus voor het CDA. Hij was wethouder van Groningen en Delfzijl. In 2008 werd hij wethouder in Woerden.

## Levensloop
Westerink werd geboren als oudste kind in een christelijk-gereformeerd gezin. Zijn vader had een doe-het-zelfzaak. Na op het Ichthus College in Enschede het atheneum te hebben doorlopen, voltooide hij in 1982 een studie Nederlands Recht aan de Rijksuniversiteit Groningen. Daarna vervulde hij zijn vervangende dienstplicht en was hij korte tijd werkzaam bij het bestuur van de provincie Groningen. In 1986 werd Westerink, na een half jaar in de gemeenteraad van die stad te hebben gezeten, voor het CDA wethouder in Groningen. Daar was hij gedurende tien jaar onder meer verantwoordelijk voor sport, welzijn, zorgbeleid en volksgezondheid, openbare werken en milieubeleid. Westerink was lid van het landelijke partijbestuur van het CDA, maar verliet dat omdat hij vond dat "christenen die oorspronkelijk durven te denken" daar te weinig invloed hadden. In 1996 ging hij werken bij een adviesbureau. Drie jaar later vestigde hij zich als zelfstandig adviseur.
Van oktober 2004 tot maart 2006 was Westerink interim-wethouder in Delfzijl, dat in die tijd in een bestuurlijke crisis verkeerde. Over deze periode schreef hij het boek Delfzijl aan de Eems (2006). In 2008 werd hij wethouder van onderwijs in de Utrechtse stad Woerden. Sinds 2022 schrijft Westerink in Panenka Magazine over sportswashing en supporterscultuur. Westerink is getrouwd en heeft vier kinderen.